# Distretti congressuali dell'Alabama

Mappa dei 7 distretti dell'Alabama attivi dal 2024

Lo stato dell'Alabama è diviso in 7 distretti congressuali, ognuno rappresentato da un rappresentante alla Camera dei rappresentanti degli Stati Uniti.
I distretti sono attualmente rappresentati al 119º Congresso degli Stati Uniti d'America da 5 repubblicani e da 2 democratici.

## Distretti e rispettivi rappresentanti
| Distretto | Rappresentante  | Partito      | CPVI (2025) | Mandato                    | Mappa del distretto |
| --------- | --------------- | ------------ | ----------- | -------------------------- | ------------------- |
| 1°        | Barry Moore     | Repubblicano | R+27        | 3 gennaio 2025 - in carica |                     |
| 2°        | Shomari Figures | Democratico  | D+5         | 3 gennaio 2025 - in carica |                     |
| 3°        | Mike Rogers     | Repubblicano | R+23        | 3 gennaio 2003 - in carica |                     |
| 4°        | Robert Aderholt | Repubblicano | R+33        | 3 gennaio 1997 - in carica |                     |
| 5°        | Dale Strong     | Repubblicano | R+17        | 3 gennaio 2023 - in carica |                     |
| 6°        | Gary Palmer     | Repubblicano | R+20        | 3 gennaio 2015 - in carica |                     |
| 7°        | Terri Sewell    | Democratico  | D+13        | 3 gennaio 2011 -in carica  |                     |

## Cronologia delle configurazioni
Le tabelle riportano le mappe dei confini dei distretti congressuali dello stato dell'Alabama, presentati in maniera cronologica. Vengono mostrati tutti i cicli di modifica periodica dei distretti dal 1973 ad oggi.
| Anno      | Cartina dello stato | Focus su Birmingham |
| --------- | ------------------- | ------------------- |
| 1973–1982 |                     |                     |
| 1983–1992 |                     |                     |
| 1993–2002 |                     |                     |
| 2003–2013 |                     |                     |
| 2013–2023 |                     |                     |
| Dal 2023  |                     |                     |

## Distretti obsoleti
- Distretto congressuale at-large dell'Alabama
- 8º Distretto congressuale dell'Alabama
- 9º Distretto congressuale dell'Alabama
- 10º Distretto congressuale dell'Alabama